# Přepadení 13. okrsku (film, 2005)
Přepadení 13. okrsku (anglicky Assault on Precinct 13) je francouzsko-americký akční thriller z roku 2005, který natočil režisér Jean-François Richet. Ethan Hawke se zde představí v roli policisty, který je nucen při bránění obléhané policejní stanice spolupracovat s odsouzenými vězni. Film je remakem snímku režiséra Johna Carpentera z roku 1976 se stejným názvem Přepadení 13. okrsku, který čerpal mj. z westernu Rio Bravo (1959).
V Carpenterově filmu se postava policisty, donuceného bránit stanici, jmenuje Ethan Bishop, v tomto filmu příjmení Bishop nosí zadržený mafiánský boss (celým jménem Marion Bishop, roli hraje herec Laurence Fishburne známý mj. z filmu Matrix, kde hrál Morphea).

## Herecké obsazení
- Ethan Hawke jako seržant Jake Roenick
- Laurence Fishburne jako Marion Bishop, mafiánský boss
- Gabriel Byrne jako kapitán Marcus Duvall
- Maria Bello jako psychiatrička dr. Alex Sabianová
- Drea de Matteo jako Iris Ferry, sekretářka
- John Leguizamo jako Beck, vězeň
- Brian Dennehy jako seržant Jasper O'Shea
- Ja Rule jako Smiley, vězeň
- Currie Graham jako Mike Kahane
- Aisha Hinds jako Anna, vězeňkyně
- Matt Craven jako policista Kevin Capra
- Fulvio Cecere jako Ray Portnow
- Peter Bryant jako Holloway
- Kim Coates jako policista Rosen
- Hugh Dillon jako Tony
- Tig Fong jako Danny Barbero
- Jasmin Geljo jako Marko
- Jessica Greco jako Coral
- Dorian Harewood jako Gil

## Děj
Policejní stanice v detroitském okrsku 13 se koncem roku 2004 uzavírá, poslední den v roce zde má službu jen seržant před důchodem Jasper O'Shea, seržant Jake Roenick a sekretářka Iris. Jake Roenick bere prášky na uklidnění, stále jej trápí pocit viny z nezdařené akce při protidrogovém zátahu o osm měsíců dříve, při němž zemřeli dva jeho kolegové. Pomoci se mu snaží psychiatrička Alex, která se na stanici musí večer vrátit. Jake jí ukradl lékařské záznamy o své osobě a ona si toho hned nevšimla.
Mezitím je v jiné části města zatčen mafiánský boss Marion Bishop, který zabije během zatýkání tajného policistu. Bishop je převážen do vězení se třemi dalšími zločinci, narkomanem Beckem, zlodějkou Annou a padělatelem Smileym. Během sněhové vánice dostane řidič policejního autobusu pokyn, aby kvůli dopravní nehodě na trase zajel na okrsek 13 a počkal na další instrukce.
Vězňové jsou umístěni do cel a ostraha se připojí k posádce stanice slavící příchod nového roku 2005. Oslavy netrvají dlouho, stanice je krátce nato přepadena maskovanými ozbrojenci. Mobily jsou rušeny a veškerá komunikace je přerušena. Seržant Roenick se dozví od Bishopa, že muži venku jsou policisté pod vedením zkorumpovaného kapitána Marcuse Duvalla. Jeho zájmem je zabít Bishopa (a všechny ostatní na stanici), aby odstranil nepohodlné svědky vlastní kriminální činnosti. Roenick si uvědomí, že se musí spojit s Bishopem a ostatními vězni při obraně stanice, aby měli alespoň nějakou šanci na přežití. Proti tomu protestuje seržant Jasper. Útoky zvenčí jsou odraženy, ke stanici přijíždí automobil Kevina Capry, kolegy Jakea. Tomu se za pomoci Roenicka podaří dostat dovnitř. Beck ani Bishop mu nevěří, myslí si, že je to nastrčený člověk Duvalla, ale Jake se za něj zaručí. Beck se Smileym se pokusí utéci, ale jsou zastřeleni. Anna s psychiatričkou Alex (která zde také uvízla) se dostanou k autu a snaží se projet přes ostřelovače. Nepodaří se jim to, Anna zemře a Duvall zastřelí Alex, když mu neodpoví na otázku, kolik lidí je uvnitř obléhané stanice.
Bishop přistihne Capru při podezřelé činnosti, myslí si že něco signalizoval ven. Jake mu uvěří a Caprovi nasadí pouta. Přilétá vrtulník a na střechu se spouští členové zásahové jednotky. Jake s Bishopem polijí patro benzínem a zapálí ho, útok je opět odražen. Pak si seržant Jasper O'Shea vzpomene, že se ze stanice dá dostat kanalizací. Ale je to past, venku u východu z kanalizace už čeká Duvall se svými kumpány. Zradil O'Shea. Vypukne přestřelka a Marionu Bishopovi s Jakem se podaří utéci do nedalekého lesa. Ještě nemají vyhráno, výhoda je na straně Duvalla, jehož střelci jsou vybaveni noktovizory (zařízení pro noční vidění). Dvojice stíhaných mužů útočníky včetně Duvalla zlikviduje, oba jsou však přitom postřeleni. Jejich spolupráce končí, Marion Bishop varuje Jakea, aby se nepokoušel jej pronásledovat a mizí ve tmě. Jedinou další osobou, která přežila je sekretářka Iris.

## Citáty
„V životě jsem viděl hodně mužů, kteří hleděli smrti do očí a každý z těch mužů prosil Boha o pomoc, ale žádná z těch proseb nikdy nebyla vyslyšena. Tak jsem přestal věřit.“ (Marion Bishop)